# ابرسویلر
ابرسویلر (به فرانسوی: Ébersviller) یک کمون در فرانسه است که در Canton of Bouzonville واقع شده‌است.

## خصوصیات
ابرسویلر ۱۴٫۰۷ کیلومترمربع مساحت و ۶۶۰ نفر جمعیت دارد و ۲۳۵ متر بالاتر از سطح دریا واقع شده‌است.